# Wildey
Le Wildey est un pistolet semi-automatique à rechargement par emprunt de gaz conçu au début des années 1970.

## Historique
Dans les années 1960, l’entreprise suédoise Husqvarna Vapenfabrik envisage la possibilité de faire un pistolet fonctionnant par emprunt de gaz. L’étude conclut cependant que le principe est complexe et coûteux pour un intérêt marginal dans le domaine militaire et l’idée est abandonnée. Elle est alors reprise par l’américain Wildey, qui pense que le système peut présenter un intérêt pour le marché civil du fait des très fortes pressions qu’il peut supporter. L’arme est mise sur le marché au début des années 1970, après sept ans de développement, principalement à destination des chasseurs à l’arme de poing et des tireurs sur silhouettes métalliques.

## Description
Le mécanisme du Wildey est basé sur un bloc de culasse rotatif verrouillé par des ergots situés derrière la chambre. À la base du canon, le système de récupération des gaz, logé dans un bloc cylindrique, donne à l’arme son profil distinctif. En avant de celui-ci se trouve le récupérateur, qui prélève les gaz dans le canon afin d’actionner le mécanisme. Celui-ci dispose d’un régulateur permettant de régler la quantité de gaz récupérée, voire de fermer complètement le récupérateur afin d’utiliser l’arme en pistolte à rechargement manuel.
L’arme peut être utilisée avec des cartouches .45 Winchester Magnum ou 9 mm Winchester Magnum, qui ont en fait toutes deux été développée spécialement pour le Wildey. L’intérêt du système par emprunt de gaz est en effet de pouvoir utiliser des cartouches beaucoup plus puissantes qu’une cartouche de pistolet classique, sans que le recul ne soit incontrôlable. La vitesse en sortie de bouche des balles est ainsi d’environ 500 m/s. Les magasins contiennent respectivement huit cartouches en .45 et quinze en 9 mm. 